# Hydropsyche ardens
Hydropsyche ardens là một loài Trichoptera trong họ Hydropsychidae. Chúng phân bố ở miền Cổ bắc.